# Aermacchi MB-326
Аэрмакки MB-326 (итал. Aermacchi MB-326) — итальянский турбореактивный учебно-тренировочный самолёт и лёгкий штурмовик.
Совершил первый полёт 10 декабря 1957 года. Серийно производился в 1961—1983 годах (построен 761 самолёт), экспортировался в ряд стран мира.

## История
В начале 1950-х годов в ВВС большинства стран мира проходил интенсивный процесс перехода с поршневых самолётов на реактивные. В связи с этим остро встал вопрос о внедрении реактивных самолётов не только в боевую авиацию, но и в учебно-тренировочную. В 1953 году главный конструктор итальянской фирмы «Аэрмакки» Эрмано Базоччи приступил к проектированию самолёта, который одновременно должен быть эффективным как учебный самолёт, так и как легкий штурмовик. Проект получил фирменное обозначение МВ-326.
Первый прототип с двигателем «Вайпер» совершил полет в декабре 1957 года. ВВС Италии заказала предсерийную партию самолётов МВ-326 в количестве 15 самолётов, а затем довели общее количество до 118 единиц. В летных школах Италии МВ-326 налетали в общей сложности 400 000 часов, подготовив 1728 пилотов и 145 иностранных летчиков.
Время подтвердило правильность технических решений, заложенных в основу проекта МВ-326. Самолёт стал самым массовым итальянским летательным аппаратом строившимся в послевоенное время. Тысячи военных пилотов из многих стран мира совершенствовали летное мастерство на этом самолёте.
Успешным оказался и опыт боевого применения самолёта, особенно в Южной Африке. Из произведенных с 1961 по 1983 годов 761 самолётов МВ-326 530 самолётов были собраны или построены в Австралии, Бразилии и ЮАР. Для Бразилии и ЮАР именно с этого самолёта началось освоение производства современных реактивных машин.

## Конструкция
МВ-326 реактивный однодвигательный дозвуковой учебно-тренировочный самолёт, штурмовик. По конструкции представляет собой цельнометаллический свободнонесущий моноплан с низкорасположенным крылом и однокилевым оперением. Экипаж: два пилота, расположенных друг за другом, или один пилот (в варианте штурмовика).
Фюзеляж — полумонококовой конструкции выполнен полностью из металлических сплавов. Силовой набор — четыре лонжерона и штампованные кольцевые шпангоуты. Технологически фюзеляж состоит из трех частей — носовая, центральная и хвостовая. В носовой части располагалась ниша носового колеса шасси и отсек радиооборудования. В центральной части находилась кабина экипажа, топливные баки. На нижней поверхности центральной части фюзеляжа находится щиток воздушного тормоза. В хвостовой части двигатель.
Кабина экипажа герметичная. Кабина закрыта прозрачным фонарем. Остекление фонаря оборудовано спиртовой противообледенительной системой. Кабина оборудована катапультируемым креслом МК.6 фирмы «Мартин-Бейкер», используя которое летчик может покинуть самолёт на любой высоте, в том числе во время руления или стоянки самолёта на аэродроме. Обычно покидание самолёта выполняется после сброса фонаря, но в особо опасной ситуации предусмотрена возможность катапультирование без сброса фонаря.
Крыло — двухлонжеронное бесстрингерное прямоугольное в плане. Крыло имеет переменный угол стреловидности по передней кромке 11-18 градусов. Задняя кромка перпендикулярна оси самолёта. Крыло состоит из центроплана, являющийся неотъемлемой частью фюзеляжа, и двух отъемных консолей. На верхней поверхности каждой консоли крыла установлен аэродинамический гребень.
Механизация крыла — односекционные щелевые закрылки и элероны с внутренной аэродинамической компенсацией, снабженные триммерами. Управление триммерами производится с помощью электрической системы. Закрылки отклоняются вниз на 45 градусов.
Хвостовое оперение — стабилизатор с рулями высоты и киль с рулем направления. Все рулевые поверхности снабжены триммерами.
Шасси — трехстоечное, убирающееся. Амортизация воздушно-масляная. Колесо передней опоры самоориентирующееся. Передняя стойка убирается в нишу носовой части фюзеляжа вперед по полету, основные стоики убираются в ниши крыла. Пневматики колес низкого давления, что позволяет производить посадку или взлет на неподготовленные аэродромы.
Силовая установка — турбореактивный двигатель Rolls- Royce Viper. Топливо размещается в трех основных топливных баках, расположенных в фюзеляже за кабиной экипажа и в двух дополнительных баках, прикрепленных к торцевым частям консолей крыла. Общая емкость топливной системы самолёта 1660 литров. Для увеличения дальности полета самолёта под крылом могут быть подвешены ещё два топливных бака емкостью по 340 литров. Воздухозаборники расположены в носке корневой части крыла.
Общесамолетные системы — две гидравлические системы (основная и аварийная), электрическая, антиобледенительная, герметизации и кондиционирования воздуха в кабине.
- Гидравлическая система — основная предназначена для уборки и выпуска шасси; приводов тормозов колес; управления закрылками, элеронами, воздушным тормозом. Давление в системе создается саморегулирующимся гидронасосом, работающим от коробки приводов двигателя. Аварийная система служит только для выпуска шасси, при отказе основной системы. Давление в ней создается с помощью гидронасоса с ручным приводом.[3]
- Электрическая система — постоянный ток напряжением 24 В. Источники электроэнергии две аккумуляторные батареи емкостью по 22 Ач, два преобразователя переменного тока (основной мощностью 750 Вт и резервный 250 Вт), стартер генератор постоянного тока с приводом от ТРД мощностью 9 кВт.[3]
- Антиобледенительная система — используется, отбираемый от двигателя воздух и энергия генератора постоянного тока.
- Система герметизации и кондиционирования получает воздух от компрессора двигателя. Она производит наддув кабины и обеспечивает возможность полета на высоте более 9000 м. Для регулирования температуры воздуха, подаваемого в кабину, служит специальная турбохолодильная установка.[2]

Самолёт оснащен УКВ радиостанцией, аппаратурой радионавигационной системы, оборудованием системы посадки по приборам, навигационно-пилотажными приборами. В передней кабине установлен оптический прицел. Кроме того предусмотрена установка лазерного дальномера.
Вооружение — две пушки калибра 30 мм с боезапасом по 125 патронов установлены носовой части фюзеляжа. Под крылом на шести узлах навески возможно размещение бомб калибром до 50 кг, а также неуправляемые авиационные ракеты.

## Эксплуатация
В итальянских ВВС МВ-326 эксплуатировались главным образом в авиашколе на авиабазе в Лечче. Помимо службы в авиашколе самолёт также использовался для подготовки лётного состава гражданской авиакомпании. Авиакомпания Alitalia заказала четыре учебно-тренировочных самолёта, которые были оснащены специальными приборами и авионикой, максимально приближённой к пассажирским самолётам. Использовались эти самолёты для обучения пилотов авиалайнеров, прежде всего для отработки действий в экстремальных ситуациях.
Большой успех МВ-326 имел на экспортном рынке. Первым заказчиком стала Аргентина купившая 8 самолётов в 1969 году. В том же 1969 году 17 самолётов заказал Заир. В 1971 году 23 самолёта заказала Замбия. В 1974 году 8 МВ-326 приобрел эмир Дубая, в связи с тем что в эмирате отсутствовали ВВС, самолёты эксплуатировались в полиции. В 1976 году 12 самолётов заказал Тунис. В конце 1970-х годов 9 самолётов отправили в Гану и 3 в Заир.
Южная Африка — получила лицензию на производство. Самолёт получил название «Импала» в честь одного из вида антилоп. Производство началось в 1966 году. С 1966 по 1974 годы фирма «Атлас Эйркрафт» выпустила 151 двухместный самолёт «Импала» Мк.1, а в 1974—1982 годах — 100 одноместных самолётов «Импала» Мк.2. С 1979 года самолёты ЮАР участвовали в войнах с соседними странами, прежде всего с Анголой. В начале XXI века «Импалы» сняли с вооружения ВВС ЮАР, заменив их британскими самолётами «Хок».
Австралия — выбрала для своих королевских ВВС вариант МВ-326 со сложным бортовым оборудованием, включавшем прицельно-навигационную станцию. Всего было заказано 97 самолётов. С 1967 по 1972 год 12 было доставлено фирмой «Аэромакки», 18 собрано из комплектов в Австралии, а ещё 67 изготовило по лицензии австралийское предприятие САС. Из этих самолётов 87 поступило в ВВС, а остальные 10 в морскую авиацию. Последние австралийские МВ-326 были списаны в 2000 году.
Бразилия — была основным заказчиком МВ-326. Производство самолётов наладила фирма «Embraer» под обозначением ЕМВ-326. В ВВС Бразилии самолёт приняли на вооружение как АТ-26" Шаванте". С 1971 по 1981 годы было изготовлено 182 ЕМВ-326, из них 166 для ВВС Бразилии и 16 на экспорт (шесть для Того и 10 в Парагвай). 11 самолётов из состава ВВС Бразилии приобрела морская авиация Аргентины. В Бразилии самолёты применялись как в учебных, так и в боевых частях. Последние самолёты АТ-26 были списаны в 2010 году.

## Тактико-технические характеристики

### Технические характеристики
- Экипаж: 1-2 человека
- Длина: 10,64 м
- Размах крыла: 10,85 м
- Высота: 3,72 м
- Площадь крыла: 20,35 м²
- Масса пустого: 2237 кг
- Масса максимальная взлётная: 5216 кг
- Двигатель: турбореактивный Бристоль-Сиддли «Вайпер» Mk.22 (1×11,1 кН)

### Лётные характеристики
- Максимальная скорость: 871 км/ч
- Дальность полёта: 1822 км
- Практический потолок: 14 300 м

### Вооружение
- Пулемёты: 2×12,7 мм или пушки: 2×30 мм (DEFA-553)
- Боевая нагрузка: до 900 кг на шести точках подвески